# Melt-Banana
A Melt-Banana (vagy Melt Banana) japán együttes. Jelenlegi tagok: Yasuko Onuki és Ichirou Agata. Volt tagok: Sudoh Toshiaki, Oshima Watchma, és Rika Hamamoto. 1992-ben alakultak meg Tokióban. Zeneileg noise rockot, experimental ("kísérletezős") metalt, hardcore punkot, illetve grindcore-t játszanak. Eredetileg Mizu volt a nevük. Jellemző rájuk, hogy gyors dalokat játszanak. Egészen a mai napig működnek (manapság Melt-Banana Lite néven, és inkább csak koncerteznek). 2010-ben az A38 Hajón is koncerteztek, 2017-ben pedig a Robot Klubban léptek fel.

## Diszkográfia
- Speak Squeak Creak (1994)
- Cactuses Come in Flocks (1994)
- Scratch or Stitch (1995)
- Charlie (1998)
- Teeny Shiny (2000)
- Cell-Scape (2003)
- Bambi's Dilemma (2007)
- Fetch (2013)
- 3+5 (2024)